# Peio
Ne doit pas être confondu avec Peïo.
Peio est une commune italienne d'environ 2 000 habitants située dans la province autonome de Trente, dans la région du Trentin-Haut-Adige, dans le Nord-Est de l'Italie.

## Géographie
Le lac de Pian Palù se situe sur le territoire communal.

## Administration
| Période                                  | Période | Identité | Étiquette | Qualité |
| ---------------------------------------- | ------- | -------- | --------- | ------- |
|                                          |         |          |           |         |
| Les données manquantes sont à compléter. |         |          |           |         |

### Communes limitrophes
Les communes limitrophes sont  Martello, Ossana, Pellizzano, Ponte di Legno, Rabbi, Valfurva et Vermiglio.